# شون كونينغهام
شون كونينغهام (بالإنجليزية: Sean S. Cunningham)‏ مواليد 1 ديسمبر 1941  هو مخرج ومنتج و كاتب أمريكي .

## روابط خارجية
- شون كونينغهام على موقع IMDb (الإنجليزية)
- شون كونينغهام على موقع ألو سيني (الفرنسية)
- شون كونينغهام على موقع أول موفي (الإنجليزية)
- شون كونينغهام على موقع قاعدة بيانات الأفلام السويدية (السويدية)
- شون كونينغهام على موقع قاعدة بيانات الفيلم (الإنجليزية)
- شون كونينغهام على موقع كينوبويسك (الروسية)